# ID-hund

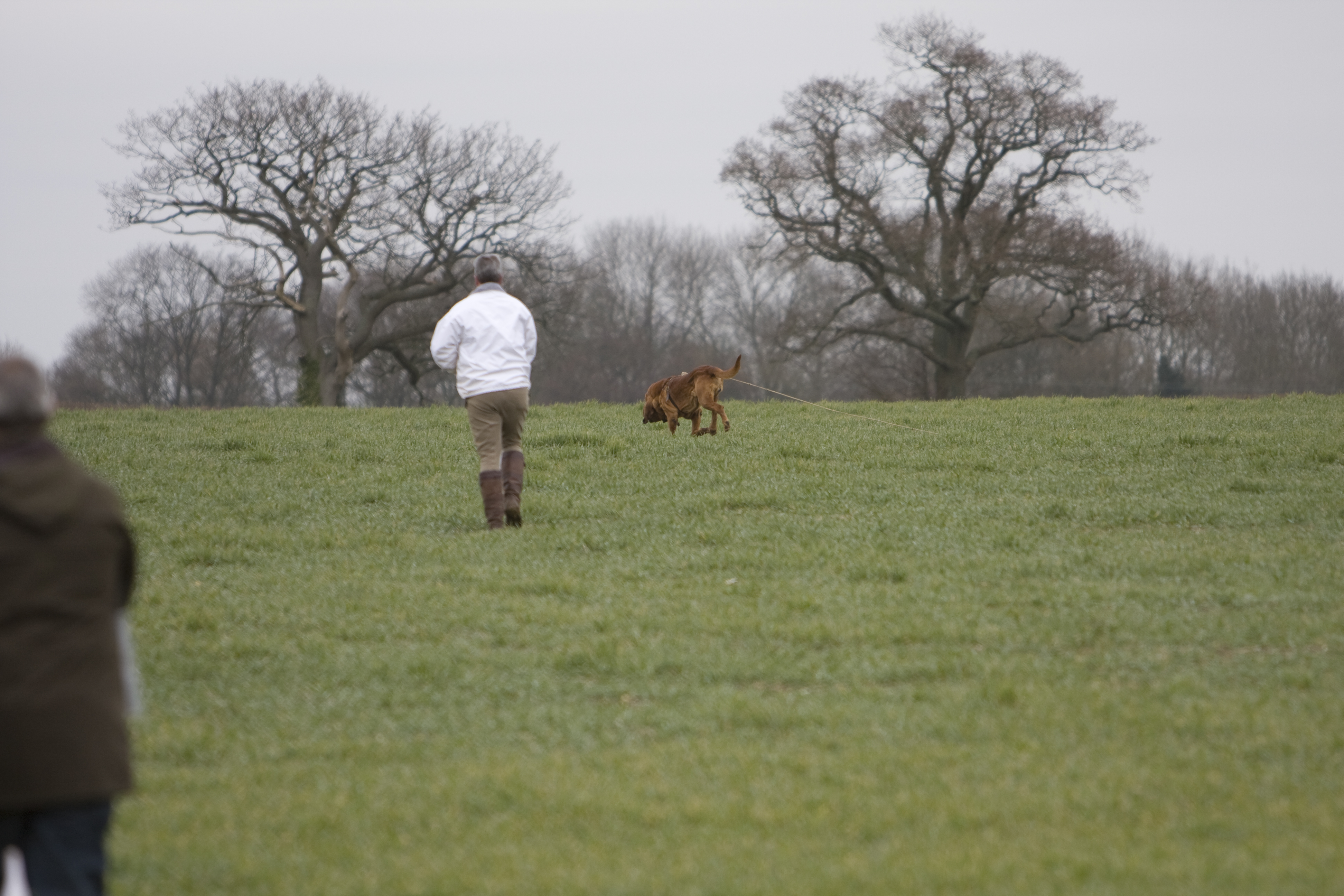
Blodhunden anses vara den mest specialiserade ID-hunden

ID-hunden är en spårhund alternativt sökhund som används för att identifiera eftersökta personer. Som tjänstehundar används de av polisen och kan då vara av vilken ras som helst. Mest specialiserad på denna inriktning är blodhunden, för vilken det finns ett särskilt prov.
Spårprov för ID-hundar skiljer sig från vanliga spårprov genom att hunden måste kunna identifiera spårläggaren i en grupp människor.
Polisen kan använda ID-spårning när till exempel fingeravtryck saknas på en brottsplats eller på ett vapen. Hunden får då identifiera föremål som en misstänkt gärningsman fått röra vid. Polisens ID-hundar tränas och används alltså på samma sätt som andra sökhundar, till exempel narkotikahundar.